# Familie Wemel
De familie Wemel (Engels: Weasley) is een familie van tovenaars uit de zevendelige boekenreeks van J.K. Rowling over de tovenaar Harry Potter. De jongste zoon uit het gezin, Ron Wemel, is de beste vriend van Harry Potter.
De Wemels zijn een van de weinige overgebleven volbloed tovenaarsfamilies, hoewel ze als bloedverraders worden beschouwd omdat ze veel omgaan met niet-volbloeds ("dreuzeltelgen"). De Wemels hebben zeven kinderen, allemaal met rode haren en sproeten. Alle Wemels zijn ingedeeld bij Griffoendor op de toverschool Zweinstein. Alle kinderen, behalve Bill en Percy, die allebei Hoofdmonitor waren, hebben gespeeld in het Zwerkbalteam van Griffoendor, waar Charlie minstens een van zijn schooljaren aanvoerder van was. Charlie, Bill, Percy en Ron waren ook gekozen als Klassenoudste van hun afdeling. De Wemels werken ook allemaal voor de Orde van de Feniks, en zijn allemaal lid behalve Ron, Percy en Ginny, waarvan het niet bekend is of ze zich officieel bij de Orde hebben gevoegd. De familie Wemel woont in een betrekkelijk armoedig maar heel gezellig huis, Het Nest, en is een relatief arme familie in tegenstelling tot een aantal meer hoogstaande volbloedfamilies.

## Ouders
- Arthur Wemel
- Molly Wemel

## Kinderen
- Bill Wemel
- Charlie Wemel
- Percy Wemel
- Fred en George Wemel
- Ron Wemel
- Ginny Wemel

## Andere Wemels

### Septimus Wemel
Septimus Wemel (Engels: Septimus Weasley) is de vader van Arthur en Virus. Hij is getrouwd met Cedrella Zwarts. Doordat Cedrella trouwde met Septimus (de Wemels zijn bloedverraders) werd ze van de stamboom van Zwarts verwijderd.

### Virus Wemel
Virus Wemel (Engels: Bilius Weasley) wordt niet uitgebreid beschreven in de boeken, maar wordt meerdere malen genoemd. Hij is de broer van Arthur en de oom van Arthurs kinderen.
Hij stierf vlak nadat hij een Grim had gezien. Volgens George kon je met Virus lachen op bruiloften. Hij vertelde dat hij eerst een hele fles Oude Klares Jonge Borrel naar binnen goot, dan de dansvloer op rende, zijn gewaad ophees, en bossen bloemen tevoorschijn toverde. Ron vertelt dat hij "gek genoeg" nooit getrouwd is.
Ron is naar oom Virus genoemd ("Ronald Virus Wemel").

## Familie van Molly Protser

### Gideon en Fabian Protser
Fabian en Gideon Protser waren de broers van Molly Wemel. Ze waren lid van de eerste Orde van de Feniks. Ze stierven in een gevecht met vijf Dooddoeners, waaronder Antonin Dolochov. Alastor Dolleman zei dat dat ze gestorven zijn als helden.
Het horloge dat Harry voor zijn zeventiende verjaardag van de Wemels krijgt is van Fabian Protser geweest.

### Tante Marga
Tante Marga (Engels: Aunt Muriel) is de tante van Molly. Ze wordt geïntroduceerd in het zevende deel, wanneer ze op de bruiloft van Bill en Fleur komt. Fleur mag voor de bruiloft de diadeem van zware kwaliteit koboldzilver lenen van tante Marga.
Ze wordt vergeleken met een slecht gehumeurde flamingo door haar grote haviksneus, rood omrande ogen en een roze hoed met veren. Volgens Ron is ze tegen iedereen heel onbeschoft, en ze heeft ook op alles en iedereen commentaar.
Ze vindt Rita Pulpers geweldig en leest haar stukjes altijd. Later op de bruiloft krijgt ze een discussie met Engelbert Dop over het verleden van Albus Perkamentus en het boek van Pulpers, Het Leven en de Leugens van Albus Perkamentus.

### Ignatius Protser
Ignatius Protser was de man van Lucretia Zwarts en is de oom van Sirius Zwarts. Percy Ignatius Wemel, de broer van Ron, is vernoemd naar Ignatius Protser.

## Aangetrouwde familie
- Fleur Delacour is getrouwd met Bill. De bruiloft was tijdens het zevende boek
- Audrey (niet genoemd in de boeken, onbekend personage) is getrouwd met Percy.
- Angelique Jansen is getrouwd met George.
- Hermelien Griffel is getrouwd met Ron. Dit werd bekend in de epiloog van het zevende boek.
- Harry Potter is getrouwd met Ginny. Ook dit werd in de epiloog van het zevende boek bekend.

## Kleinkinderen
- James Sirius Potter, Albus Severus Potter en Lily Loena Potter

### Victoire Wemel
Victoire Wemel (2 mei 1999) is het oudste kind van Bill Wemel en Fleur Delacour. Ze is zo genoemd omdat ze is geboren op de verjaardag van de Slag om Zweinstein.
Er is niet veel over Victoire bekend, alleen dat ze verliefd is op Teddy Lupos, de zoon van wijlen Nymphadora Tops en Remus Lupos. James Potter Jr. zag hen namelijk op 1 september 2017 met elkaar zoenen.

### Dominique Wemel
Dominique Wemel is het tweede kind van Bill en Fleur Wemel.

### Louis Wemel
Louis Wemel is het jongste kind van Bill en Fleur Wemel.

### Molly Wemel
Molly Wemel is de oudste dochter van Percy en Audrey Wemel. Ze is vernoemd naar haar oma Molly Wemel.

### Lucy Wemel
Lucy Wemel is de jongste dochter van Percy en Audrey Wemel.

### Fred Wemel Jr.
Fred Wemel Jr. is de zoon van George Wemel en Angelique Jansen. Hij is vernoemd naar de overleden tweelingbroer van zijn vader, Fred Wemel. Hij heeft een zus, Roxanne.

### Roxanne Wemel
Roxanne Wemel is het jongste kind van George en Angelique Wemel. Ze is het zusje van Fred Wemel Jr..

### Roos Griffel-Wemel
Roos Griffel-Wemel is het oudste kind van Ron Wemel en Hermelien Griffel.
Roos Griffel-Wemel zit in Griffoendor. Ze is ijverig, vertrouwt alleen degenen van wie ze denkt dat ze betrouwbaar zijn en is heel slim. Voordat zij naar school ging, was ze goede vrienden met Albus Severus Potter (haar neefje).

### Hugo Griffel-Wemel
Hugo Griffel-Wemel is het jongste kind van Ron Wemel en Hermelien Griffel.
Er is niet veel over Hugo bekend, alleen dat hij op 1 september 2016 nog twee jaar te jong was om naar Zweinstein te gaan, net zoals Lily Potter Jr.. Een kind moet elf jaar zijn om op Zweinstein toegelaten te worden, dus hij is op dat moment negen jaar. Hij heeft niet het karakteristieke rode haar van de familie Wemel, maar bruin haar, net als zijn moeder.

## Familiestamboom
|                    |                    |                    |                    |                    |                    |                 |                 |                   |                   |                   |                   |                   |                   |             |             |             |             |            |            |             |             | Septimus Wemel | Septimus Wemel | Septimus Wemel | Septimus Wemel | Septimus Wemel | Septimus Wemel |               |               | Cedrella Zwarts | Cedrella Zwarts | Cedrella Zwarts      | Cedrella Zwarts      | Cedrella Zwarts      | Cedrella Zwarts      |                      |                      |               |               |               |               |               |               |               |               |                                 |                                 |                                 |                                 |                                 |                                 |            |            |                               |                               |                               |                               |                               |                               |  |  |                            |                            |                            |                            |                            |                            |                      |                      |                      |                      |                      |                      |                   |                   |                   |                   |                   |                   |
|                    |                    |                    |                    |                    |                    |                 |                 |                   |                   |                   |                   |                   |                   |             |             |             |             |            |            |             |             | Septimus Wemel | Septimus Wemel | Septimus Wemel | Septimus Wemel | Septimus Wemel | Septimus Wemel |               |               | Cedrella Zwarts | Cedrella Zwarts | Cedrella Zwarts      | Cedrella Zwarts      | Cedrella Zwarts      | Cedrella Zwarts      |                      |                      |               |               |               |               |               |               |               |               |                                 |                                 |                                 |                                 |                                 |                                 |            |            |                               |                               |                               |                               |                               |                               |  |  |                            |                            |                            |                            |                            |                            |                      |                      |                      |                      |                      |                      |                   |                   |                   |                   |                   |                   |
|                    |                    |                    |                    |                    |                    |                 |                 |                   |                   |                   |                   |                   |                   |             |             |             |             |            |            |             |             |                |                |                |                |                |                |               |               |                 |                 |                      |                      |                      |                      |                      |                      |               |               |               |               |               |               |               |               |                                 |                                 |                                 |                                 |                                 |                                 |            |            |                               |                               |                               |                               |                               |                               |  |  |                            |                            |                            |                            |                            |                            |                      |                      |                      |                      |                      |                      |                   |                   |                   |                   |                   |                   |
|                    |                    |                    |                    |                    |                    |                 |                 |                   |                   |                   |                   |                   |                   |             |             |             |             |            |            |             |             |                |                |                |                |                |                |               |               |                 |                 |                      |                      |                      |                      |                      |                      |               |               |               |               |               |               |               |               |                                 |                                 |                                 |                                 |                                 |                                 |            |            |                               |                               |                               |                               |                               |                               |  |  |                            |                            |                            |                            |                            |                            |                      |                      |                      |                      |                      |                      |                   |                   |                   |                   |                   |                   |
| Apolline Delacour  | Apolline Delacour  | Apolline Delacour  | Apolline Delacour  | Apolline Delacour  | Apolline Delacour  |                 |                 | Monsieur Delacour | Monsieur Delacour | Monsieur Delacour | Monsieur Delacour | Monsieur Delacour | Monsieur Delacour |             |             |             |             |            |            |             |             | Virus Wemel    | Virus Wemel    | Virus Wemel    | Virus Wemel    | Virus Wemel    | Virus Wemel    |               |               | Arthur Wemel    | Arthur Wemel    | Arthur Wemel         | Arthur Wemel         | Arthur Wemel         | Arthur Wemel         |                      |                      | Molly Protser | Molly Protser | Molly Protser | Molly Protser | Molly Protser | Molly Protser |               |               | Gideon Protser                  | Gideon Protser                  | Gideon Protser                  | Gideon Protser                  | Gideon Protser                  | Gideon Protser                  |            |            | Fabian Protser                | Fabian Protser                | Fabian Protser                | Fabian Protser                | Fabian Protser                | Fabian Protser                |  |  |                            |                            |                            |                            |                            |                            |                      |                      |                      |                      |                      |                      |                   |                   |                   |                   |                   |                   |
| Apolline Delacour  | Apolline Delacour  | Apolline Delacour  | Apolline Delacour  | Apolline Delacour  | Apolline Delacour  |                 |                 | Monsieur Delacour | Monsieur Delacour | Monsieur Delacour | Monsieur Delacour | Monsieur Delacour | Monsieur Delacour |             |             |             |             |            |            |             |             | Virus Wemel    | Virus Wemel    | Virus Wemel    | Virus Wemel    | Virus Wemel    | Virus Wemel    |               |               | Arthur Wemel    | Arthur Wemel    | Arthur Wemel         | Arthur Wemel         | Arthur Wemel         | Arthur Wemel         |                      |                      | Molly Protser | Molly Protser | Molly Protser | Molly Protser | Molly Protser | Molly Protser |               |               | Gideon Protser                  | Gideon Protser                  | Gideon Protser                  | Gideon Protser                  | Gideon Protser                  | Gideon Protser                  |            |            | Fabian Protser                | Fabian Protser                | Fabian Protser                | Fabian Protser                | Fabian Protser                | Fabian Protser                |  |  |                            |                            |                            |                            |                            |                            |                      |                      |                      |                      |                      |                      |                   |                   |                   |                   |                   |                   |
|                    |                    |                    |                    |                    |                    |                 |                 |                   |                   |                   |                   |                   |                   |             |             |             |             |            |            |             |             |                |                |                |                |                |                |               |               |                 |                 |                      |                      |                      |                      |                      |                      |               |               |               |               |               |               |               |               |                                 |                                 |                                 |                                 |                                 |                                 |            |            |                               |                               |                               |                               |                               |                               |  |  |                            |                            |                            |                            |                            |                            |                      |                      |                      |                      |                      |                      |                   |                   |                   |                   |                   |                   |
|                    |                    |                    |                    |                    |                    |                 |                 |                   |                   |                   |                   |                   |                   |             |             |             |             |            |            |             |             |                |                |                |                |                |                |               |               |                 |                 |                      |                      |                      |                      |                      |                      |               |               |               |               |               |               |               |               |                                 |                                 |                                 |                                 |                                 |                                 |            |            |                               |                               |                               |                               |                               |                               |  |  |                            |                            |                            |                            |                            |                            |                      |                      |                      |                      |                      |                      |                   |                   |                   |                   |                   |                   |
| Gabrielle Delacour | Gabrielle Delacour | Gabrielle Delacour | Gabrielle Delacour | Gabrielle Delacour | Gabrielle Delacour |                 |                 | Fleur Delacour    | Fleur Delacour    | Fleur Delacour    | Fleur Delacour    | Fleur Delacour    | Fleur Delacour    |             |             | Bill Wemel  | Bill Wemel  | Bill Wemel | Bill Wemel | Bill Wemel  | Bill Wemel  |                |                | Charlie Wemel  | Charlie Wemel  | Charlie Wemel  | Charlie Wemel  | Charlie Wemel | Charlie Wemel |                 |                 | Percy Wemel × Audrey | Percy Wemel × Audrey | Percy Wemel × Audrey | Percy Wemel × Audrey | Percy Wemel × Audrey | Percy Wemel × Audrey |               |               | Fred Wemel    | Fred Wemel    | Fred Wemel    | Fred Wemel    | Fred Wemel    | Fred Wemel    | George Wemel × Angelique Jansen | George Wemel × Angelique Jansen | George Wemel × Angelique Jansen | George Wemel × Angelique Jansen | George Wemel × Angelique Jansen | George Wemel × Angelique Jansen |            |            | Ron Wemel × Hermelien Griffel | Ron Wemel × Hermelien Griffel | Ron Wemel × Hermelien Griffel | Ron Wemel × Hermelien Griffel | Ron Wemel × Hermelien Griffel | Ron Wemel × Hermelien Griffel |  |  | Ginny Wemel × Harry Potter | Ginny Wemel × Harry Potter | Ginny Wemel × Harry Potter | Ginny Wemel × Harry Potter | Ginny Wemel × Harry Potter | Ginny Wemel × Harry Potter |                      |                      |                      |                      |                      |                      |                   |                   |                   |                   |                   |                   |
| Gabrielle Delacour | Gabrielle Delacour | Gabrielle Delacour | Gabrielle Delacour | Gabrielle Delacour | Gabrielle Delacour |                 |                 | Fleur Delacour    | Fleur Delacour    | Fleur Delacour    | Fleur Delacour    | Fleur Delacour    | Fleur Delacour    |             |             | Bill Wemel  | Bill Wemel  | Bill Wemel | Bill Wemel | Bill Wemel  | Bill Wemel  |                |                | Charlie Wemel  | Charlie Wemel  | Charlie Wemel  | Charlie Wemel  | Charlie Wemel | Charlie Wemel |                 |                 | Percy Wemel × Audrey | Percy Wemel × Audrey | Percy Wemel × Audrey | Percy Wemel × Audrey | Percy Wemel × Audrey | Percy Wemel × Audrey |               |               | Fred Wemel    | Fred Wemel    | Fred Wemel    | Fred Wemel    | Fred Wemel    | Fred Wemel    | George Wemel × Angelique Jansen | George Wemel × Angelique Jansen | George Wemel × Angelique Jansen | George Wemel × Angelique Jansen | George Wemel × Angelique Jansen | George Wemel × Angelique Jansen |            |            | Ron Wemel × Hermelien Griffel | Ron Wemel × Hermelien Griffel | Ron Wemel × Hermelien Griffel | Ron Wemel × Hermelien Griffel | Ron Wemel × Hermelien Griffel | Ron Wemel × Hermelien Griffel |  |  | Ginny Wemel × Harry Potter | Ginny Wemel × Harry Potter | Ginny Wemel × Harry Potter | Ginny Wemel × Harry Potter | Ginny Wemel × Harry Potter | Ginny Wemel × Harry Potter |                      |                      |                      |                      |                      |                      |                   |                   |                   |                   |                   |                   |
|                    |                    |                    |                    |                    |                    |                 |                 |                   |                   |                   |                   |                   |                   |             |             |             |             |            |            |             |             |                |                |                |                |                |                |               |               |                 |                 |                      |                      |                      |                      |                      |                      |               |               |               |               |               |               |               |               |                                 |                                 |                                 |                                 |                                 |                                 |            |            |                               |                               |                               |                               |                               |                               |  |  |                            |                            |                            |                            |                            |                            |                      |                      |                      |                      |                      |                      |                   |                   |                   |                   |                   |                   |
|                    |                    |                    |                    |                    |                    |                 |                 |                   |                   |                   |                   |                   |                   |             |             |             |             |            |            |             |             |                |                |                |                |                |                |               |               |                 |                 |                      |                      |                      |                      |                      |                      |               |               |               |               |               |               |               |               |                                 |                                 |                                 |                                 |                                 |                                 |            |            |                               |                               |                               |                               |                               |                               |  |  |                            |                            |                            |                            |                            |                            |                      |                      |                      |                      |                      |                      |                   |                   |                   |                   |                   |                   |
| Victoire Wemel     | Victoire Wemel     | Victoire Wemel     | Victoire Wemel     | Victoire Wemel     | Victoire Wemel     | Dominique Wemel | Dominique Wemel | Dominique Wemel   | Dominique Wemel   | Dominique Wemel   | Dominique Wemel   | Louis Wemel       | Louis Wemel       | Louis Wemel | Louis Wemel | Louis Wemel | Louis Wemel |            |            | Molly Wemel | Molly Wemel | Molly Wemel    | Molly Wemel    | Molly Wemel    | Molly Wemel    | Lucy Wemel     | Lucy Wemel     | Lucy Wemel    | Lucy Wemel    | Lucy Wemel      | Lucy Wemel      |                      |                      | Fred Wemel           | Fred Wemel           | Fred Wemel           | Fred Wemel           | Fred Wemel    | Fred Wemel    | Roxanne Wemel | Roxanne Wemel | Roxanne Wemel | Roxanne Wemel | Roxanne Wemel | Roxanne Wemel |                                 |                                 | Roos Wemel                      | Roos Wemel                      | Roos Wemel                      | Roos Wemel                      | Roos Wemel | Roos Wemel | Hugo Wemel                    | Hugo Wemel                    | Hugo Wemel                    | Hugo Wemel                    | Hugo Wemel                    | Hugo Wemel                    |  |  | James Sirius Potter Jr.    | James Sirius Potter Jr.    | James Sirius Potter Jr.    | James Sirius Potter Jr.    | James Sirius Potter Jr.    | James Sirius Potter Jr.    | Albus Severus Potter | Albus Severus Potter | Albus Severus Potter | Albus Severus Potter | Albus Severus Potter | Albus Severus Potter | Lily Loena Potter | Lily Loena Potter | Lily Loena Potter | Lily Loena Potter | Lily Loena Potter | Lily Loena Potter |